# Spacecom (Estonsko)
Spacecom AS je společnost se sídlem v Estonsku, která dříve byla nákladním železničním dopravcem. Hlavním akcionářem firmy je Globaltrans Investment Holding, dceřiná společnost ruského holdingu Severstal. Sídlo firmy je v Tallinnu.

## Historie

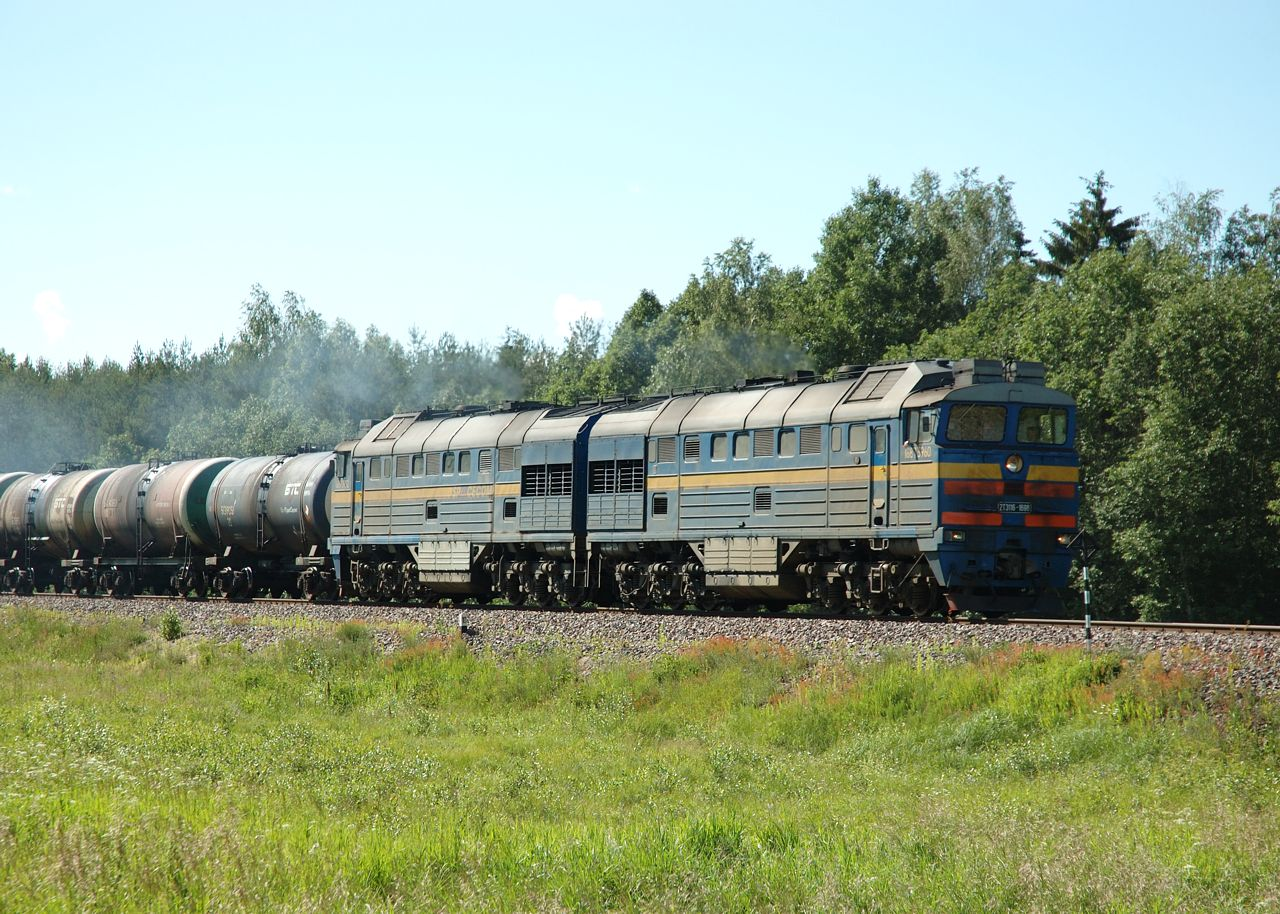
Lokomotiva 2TE116 poblíž zastávky Jäneda na trati Tallinn – Tapa (2007)

Společnost byla založena v květnu 2003 a vlastníkem 90 % akcií se stal ruský koncern Severstaltrans, součást holdingu Severstal ruského oligarchy Alexeje Mordašova. Zbývajících 10 % pak vlastnila estonská společnost Skinest patřící Olegu Ossinovskému. Ten se také stal předsedou představenstva Spacecomu. V roce 2004 pak firma zahájila dopravu ropných produktů z rusko-estonských pohraničních přechodových stanic Narva a Pečory do ropných terminálů v okolí Tallinnu.
Spacecom se tak stal prvním konkurentem do té doby monopolního nákladního dopravce Eesti Raudtee. Eesti Raudtee je však zároveň estonským státním provozovatelem dráhy a společnosti se záhy dostaly do soudního sporu o poplatky za používání železnice. Spacecom dále na Eesti Raudtee podal stížnost za zneužívání monopolního postavení na trhu, kterou ale v roce 2008 Konkurentsiamet (Úřad hospodářské soutěže) zamítl.
Ossinovskij byl v prosinci 2007 zemským soudem Harjumaa odsouzen za pokus o kartelovou dohodu. Podle rozsudku se měl Ossinovskij pokusit vyjednat spolupráci mezi Spacecomem a Eesti Raudtee za účelem umělého udržování cen na trhu. Ossinovskij dostal pokutu 180 tisíc a firma 500 tisíc estonských korun, tedy dohromady asi 850 tisíc tehdejších Kč. Stejný soud dal ve sporu o provozní poplatky v roce 2010 za pravdu Eesti Raudtee a nařídil Spacecomu zaplatit společnosti 250 milionů EEK (415 mil. Kč). Verdikt soudu v Harju o rok později potvrdil vrchní soud v Tallinnu i Riigikoht (Nejvyšší soud). Společnost se také neúspěšně pokoušela žalovat estonský stát za způsobenou hospodářskou újmu.
V roce 2015 v souvislosti s útlumem nákladní dopravy mezi Ruskem a Estonskem firma vykázala ztrátu 2,2 mil. EUR a provoz nákladních vlaků přestala uvádět na svých webových stránkách. Ossinovskij byl v roce 2016 v Lotyšsku obžalován za korupci. Podle tamějšího státního zástupce měl generální ředitel státních železnic Latvijas dzelzceļš Ugis Magonis přijmout úplatek ve výši půl miliardy euro a následně od společnosti Skinest zakoupit čtyři ojeté lokomotivy. Státní zástupce pro oba muže požaduje trest odnětí svobody na čtyři roky.

## Vozidla
Pro vozbu vlaků firma používala dvoudílné motorové lokomotivy řady 2TE116 vyráběné závody Lugansktěplovoz v ukrajinském Luhansku. Pro posun byly využívány stroje ČME3 československé výroby.
Na webových stránkách firma uvádí možnost pronájmu devíti druhů cisternových vozů, v celkovém počtu více než 6 000 kusů.